# Роанок (Луизијана)
Роанок (енгл. Roanoke) насељено је место без административног статуса у америчкој савезној држави Луизијана.

## Демографија
По попису из 2010. године број становника је 546.
| Група             | 2000.    | 2010.       |
| Белци             | 0 (0,0%) | 411 (75,3%) |
| Афроамериканци    | 0 (0,0%) | 118 (21,6%) |
| Азијати           | 0 (0,0%) | 2 (0,4%)    |
| Хиспаноамериканци | 0 (0,0%) | 5 (0,9%)    |
| Укупно            | 0        | 546         |